# Bazylika w Vierzehnheiligen
Bazylika w Vierzehnheiligen lub kościół pielgrzymkowy Czternastu Świętych Wspomożycieli – barokowo-rokokowy kościół w Niemczech. Został wybudowany w latach 1743–1772 według planów J.B. Neumanna. Wnętrze kościoła jest utrzymane w stylu rokokowym. Budynek kościoła został zbudowany z żółtego piaskowca.

## Galeria

Vierzehnheiligen
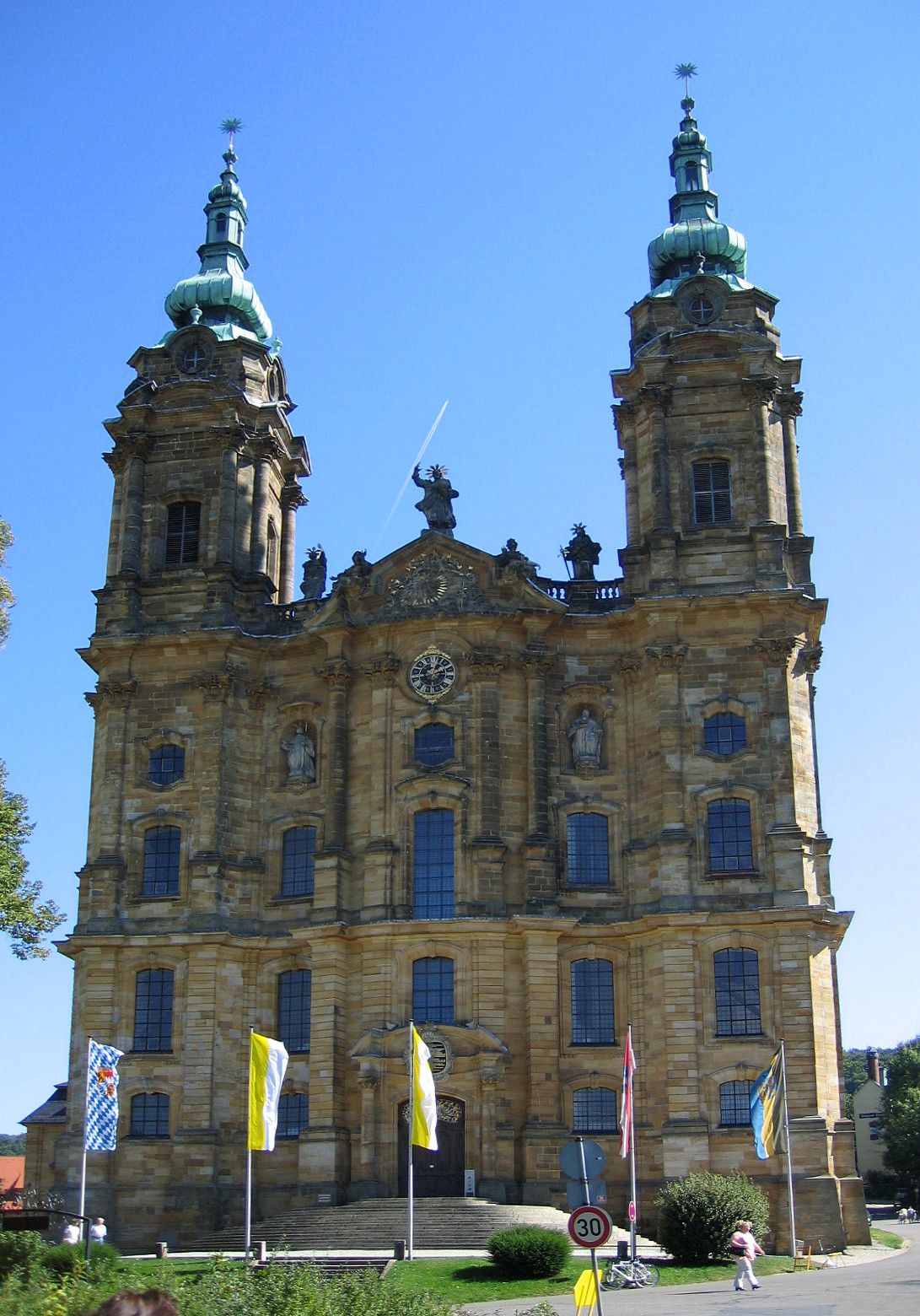
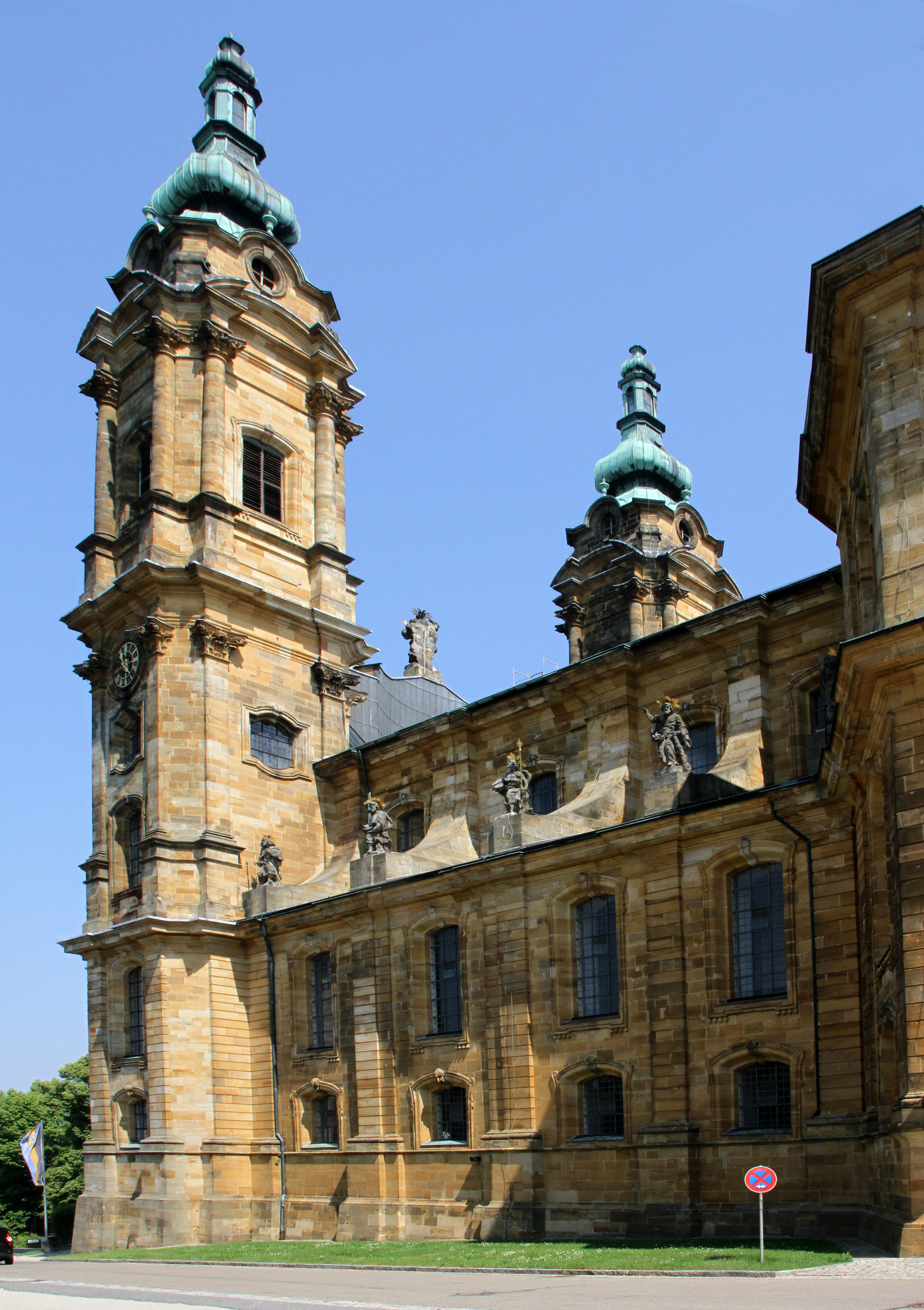
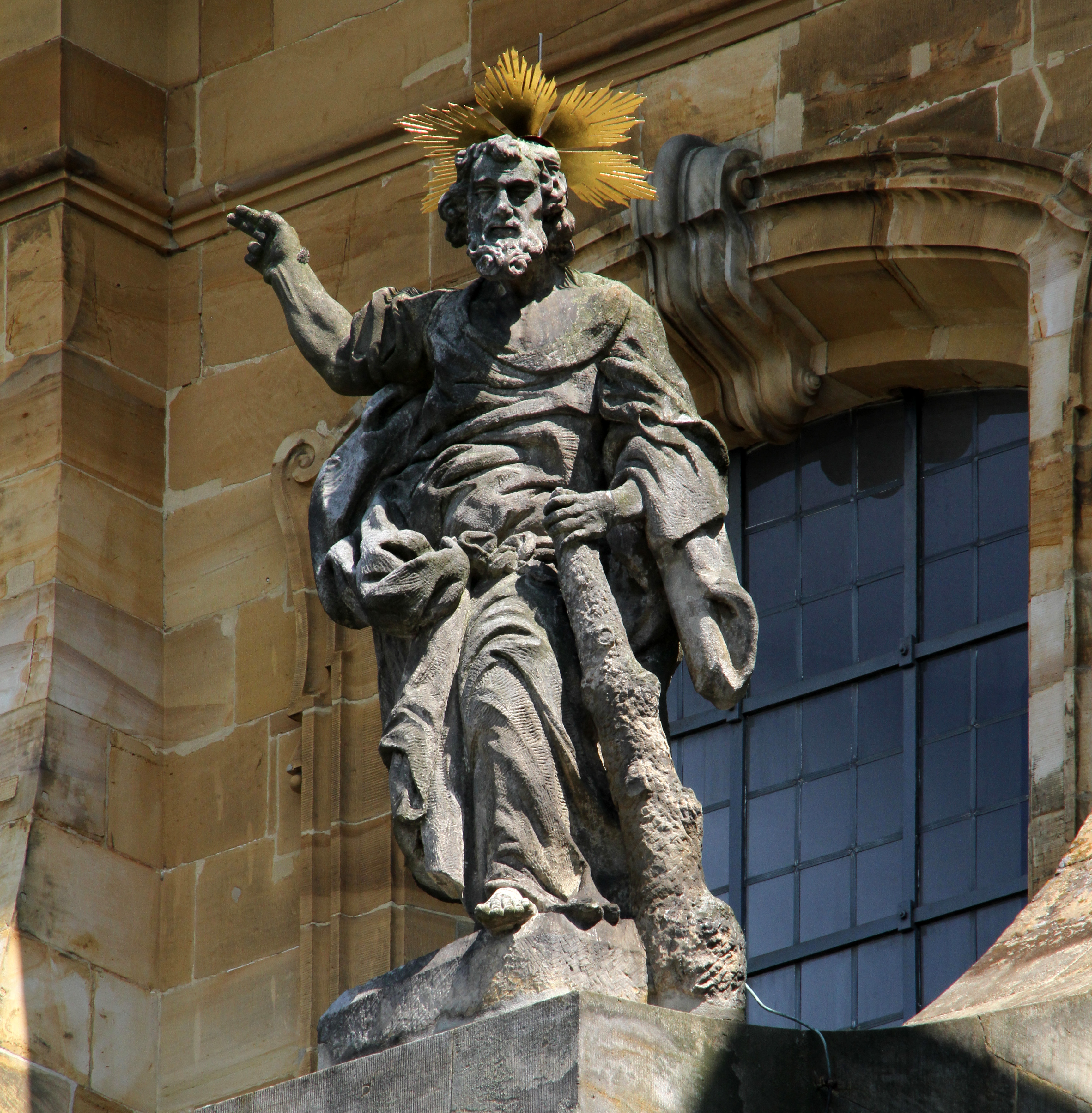
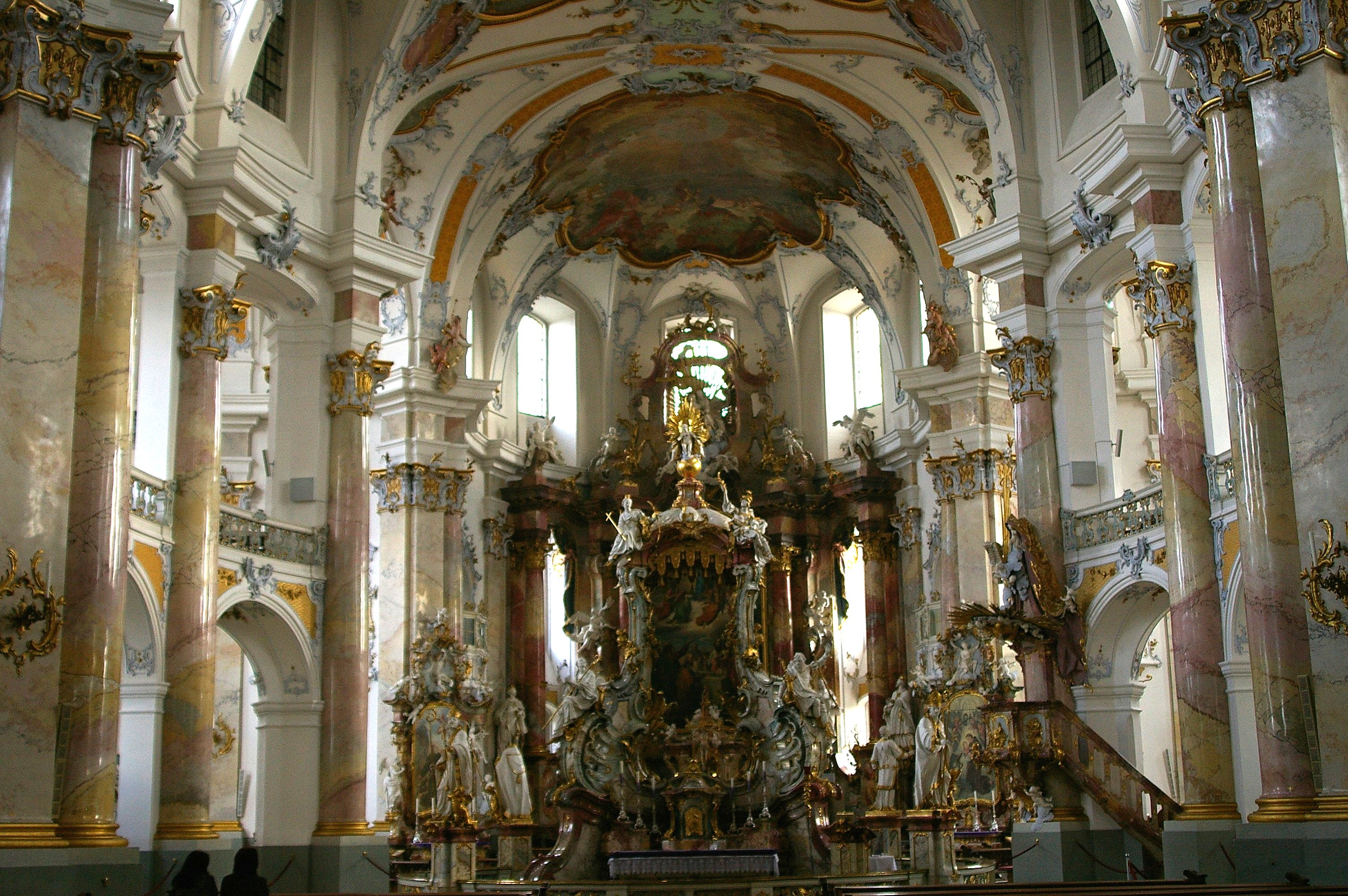
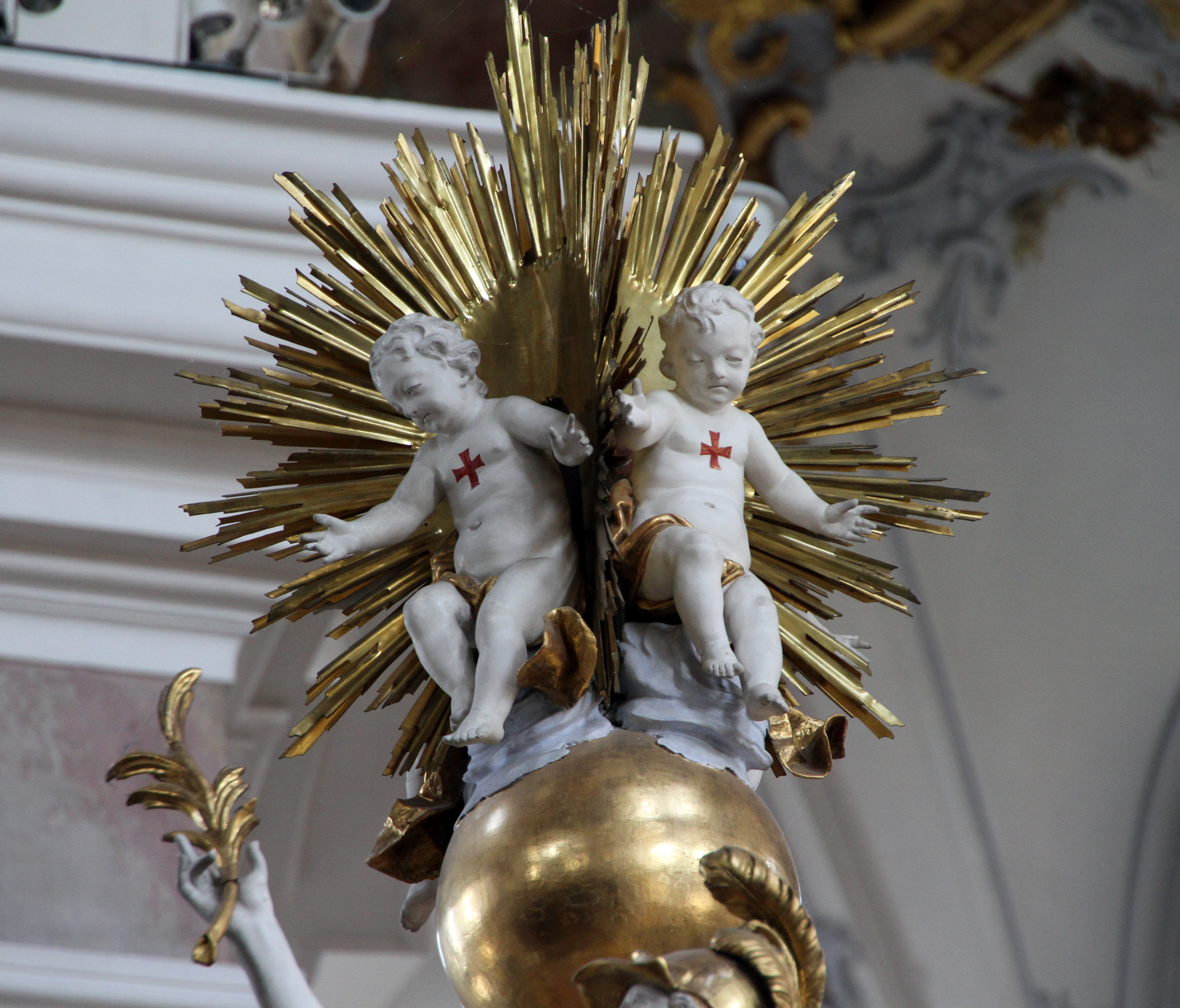
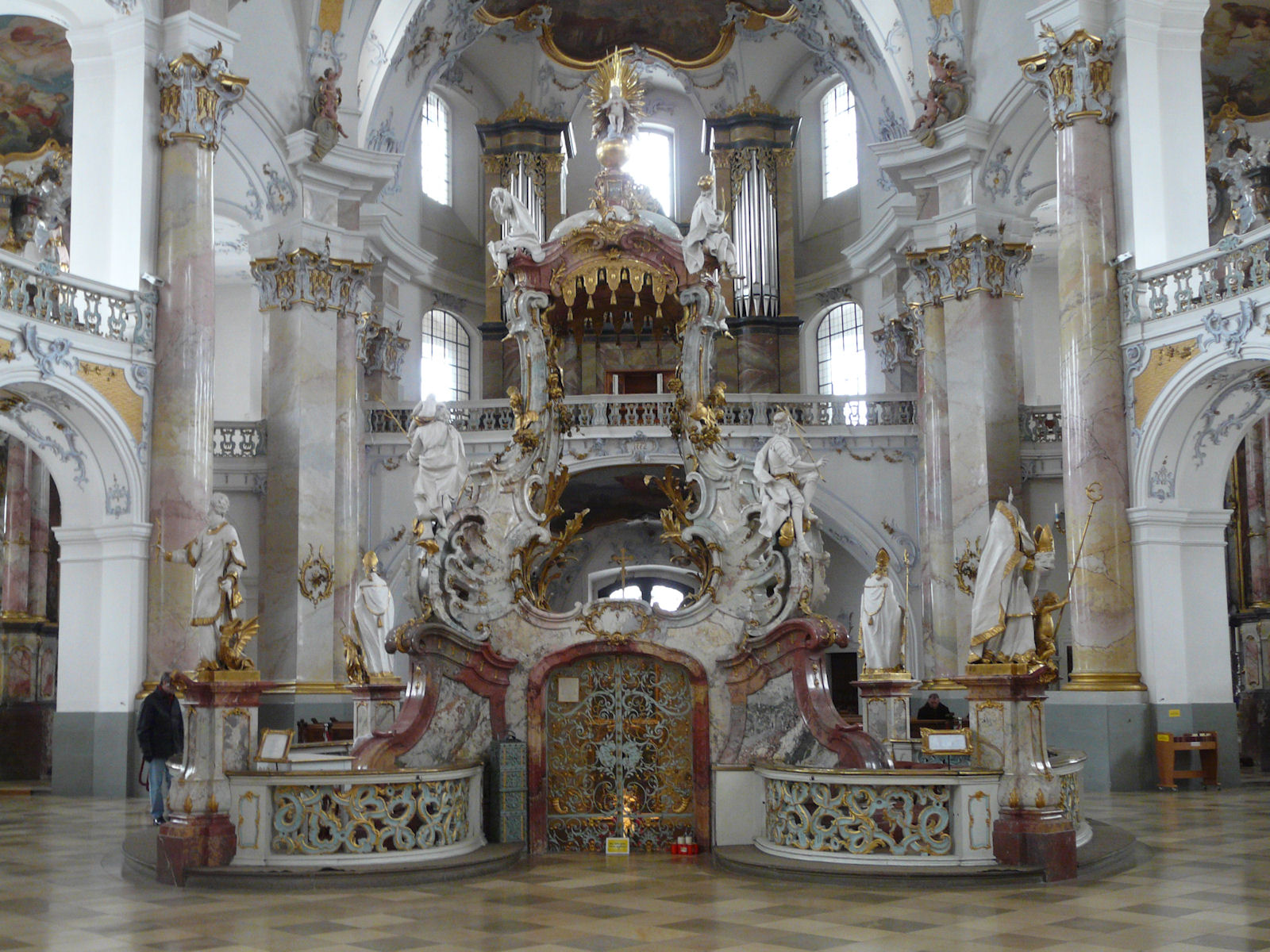
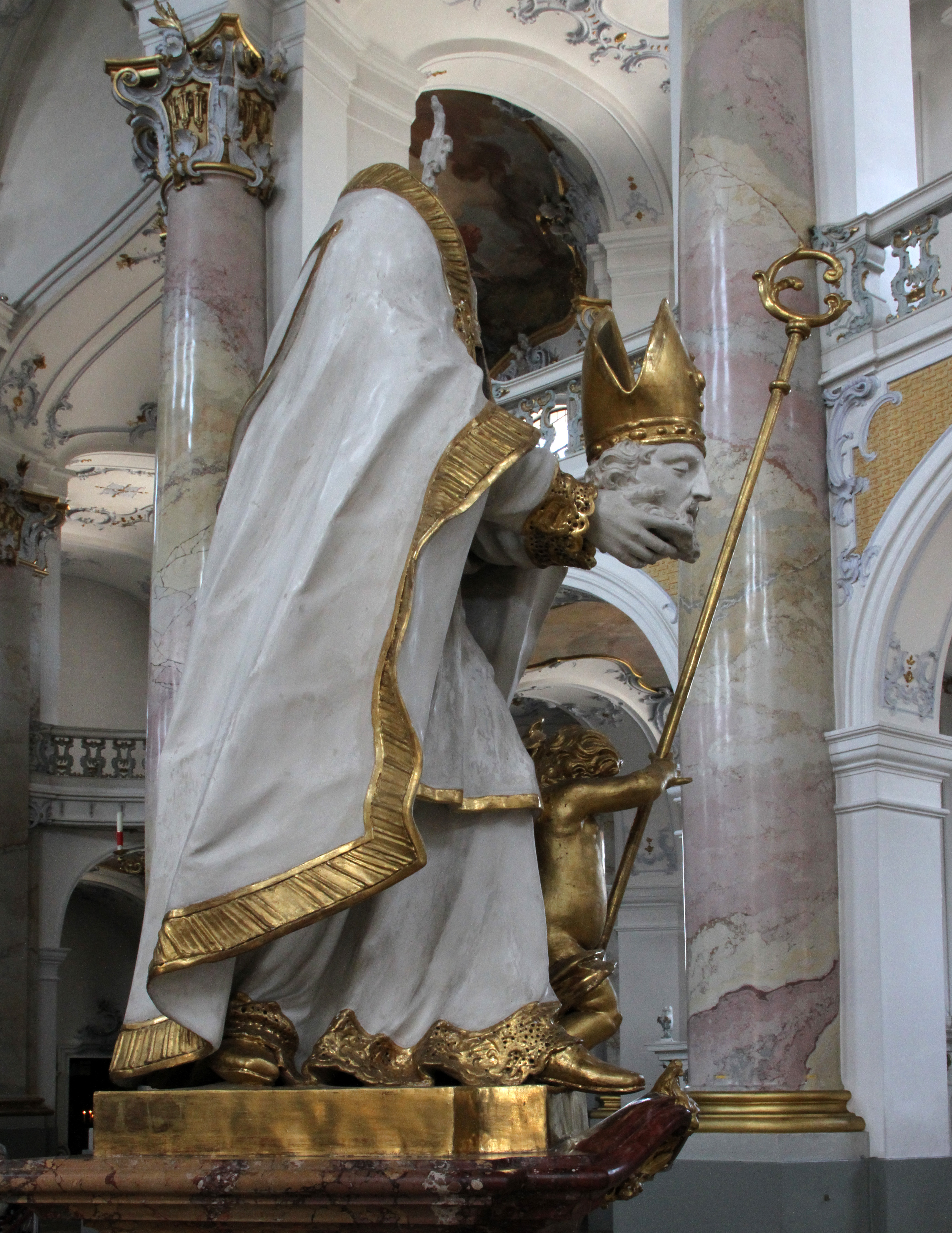
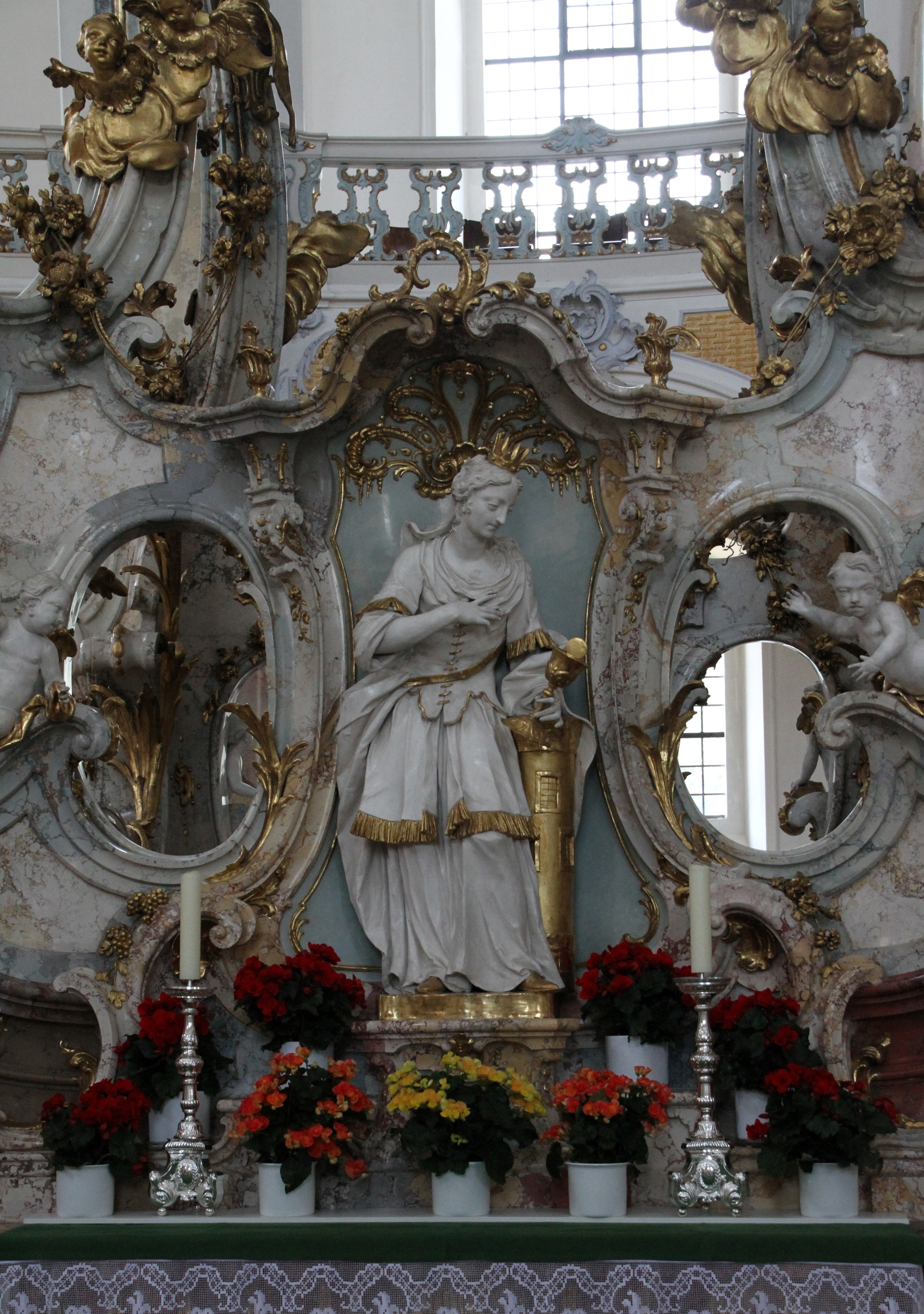
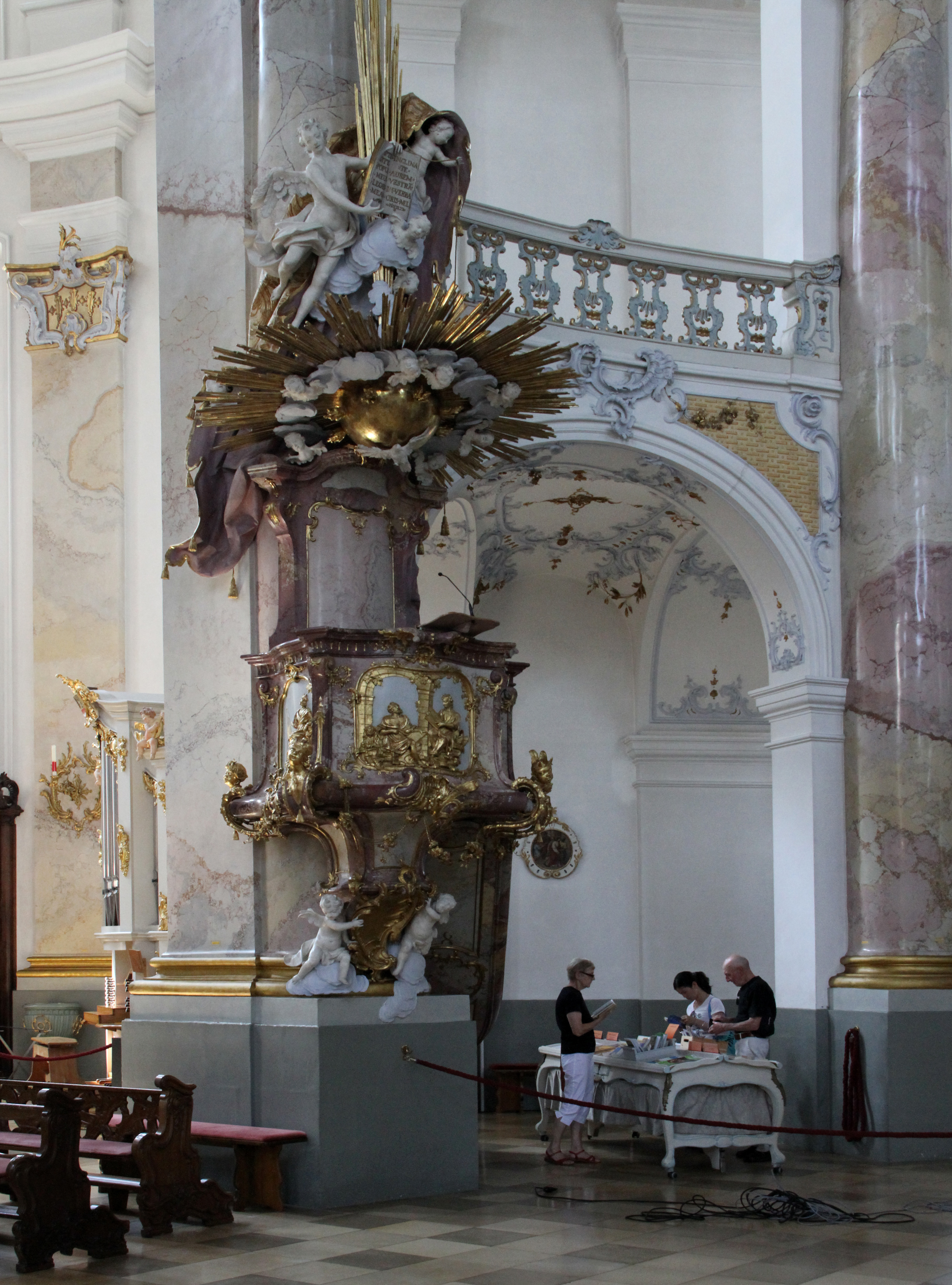
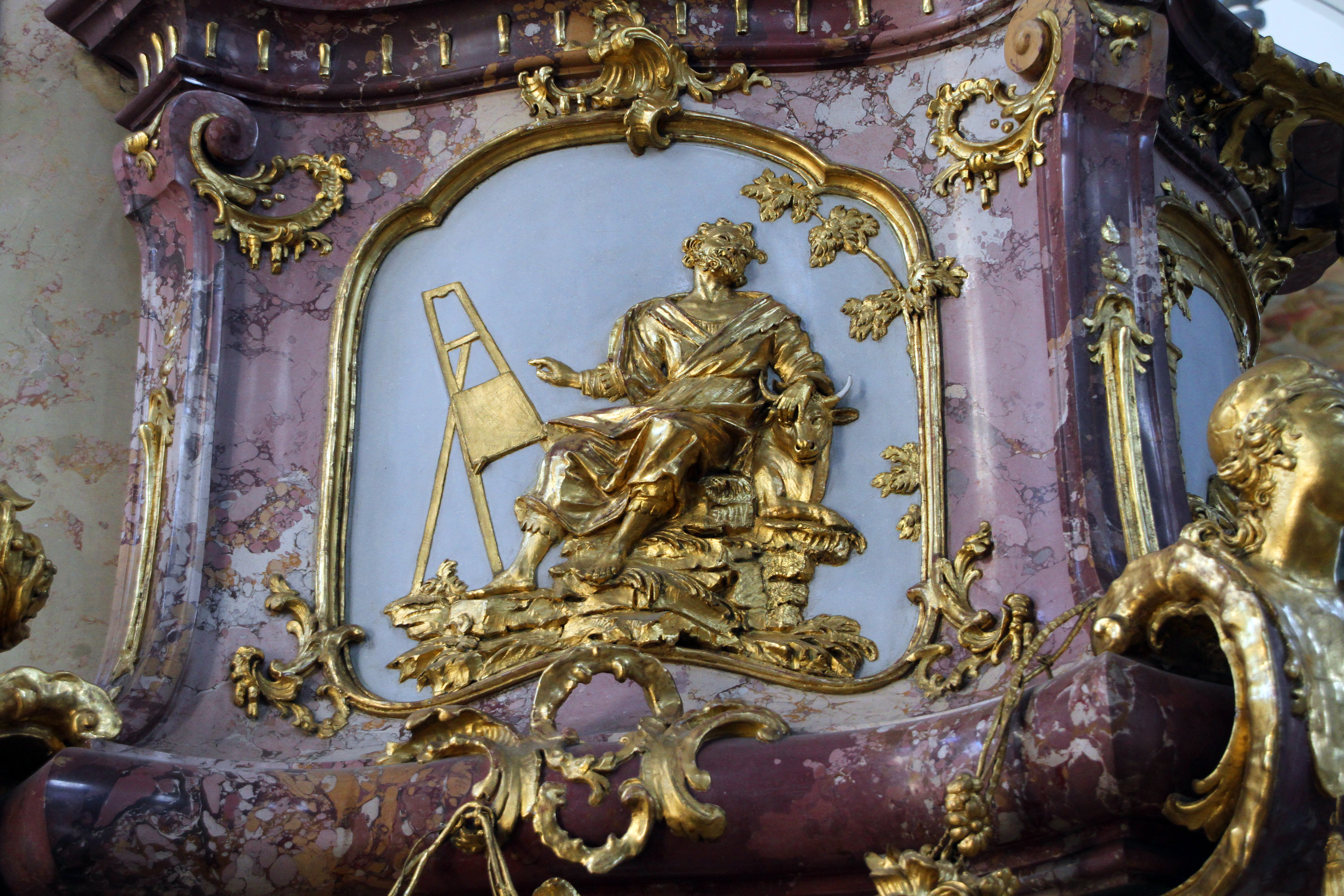